# San Rocco e un donatore
San Rocco e un donatore è un dipinto a olio su tavola (270x197 cm) del Parmigianino, databile al 1527 e conservato nella basilica di San Petronio a Bologna. 

## Storia
L'opera venne realizzata a Bologna, città in cui l'artista si era riparato dopo il Sacco di Roma (1527), che all'epoca era la seconda città per grandezza dello Stato Pontificio, vicina inoltre alle terre di cui era originario. Qui ricevette la commissione per una pala d'altare per una cappella della basilica di San Petronio, in ringraziamento per la fine della pestilenza del 1527: non a caso rappresenta san Rocco, protettore degli appestati. Non è chiaro chi fosse il committente, che si fece rappresentare vicino al santo. Lamo, nel 1560, parlò di un certo Baldassarre, mentre Vasari, nel 1568, da un Fabrizio da Milano. Pare che comunque all'epoca la cappella fosse in comproprietà tra Nicola Bonsignori e la famiglia Ghiselli (Giacomelli, 1994). Vasari la citò come prima opera eseguita dopo l'arrivo in città, informazione confermata anche dall'analisi stilistica. 
L'opera dovette avere una lunga elaborazione, come testimoniano i disegni preparatori superstiti, che mostrano numerose varianti: al Musée des Beaux-Arts di Besançon (n. 16161 recto e verso), al Cabinet des Dessins del Louvre (n. 6397), alla collezione del duca di Devonshire di Chatsworth (n. 793 v.) e alla Christ Church Picture Gallery di Oxford (D1178).
La pala fu restaurata una prima volta nel Settecento, da Giovanni Pedretti. Tenuta sempre in alta considerazione, Malvasia, nel 1686, ne segnalò un copia a pastello di Annibale Carracci allora a Palazzo Tanari a Bologna.

## Descrizione e stile

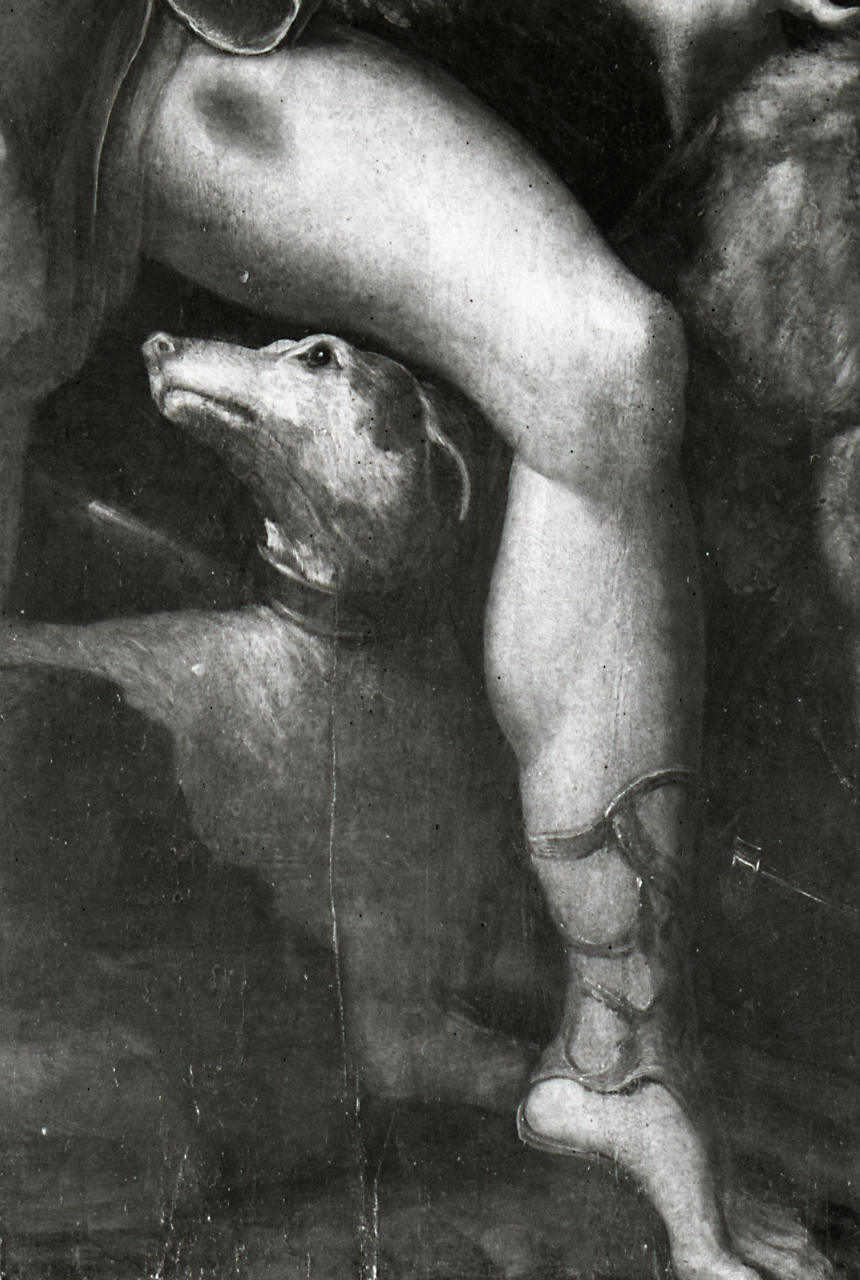
San Rocco dettaglio, foto di Paolo Monti - (Bologna, 1980)

Scrisse Vasari che: "[Parmigianino] diede [al San Rocco] bellissima aria e fecelo in tutte le parti bellissimo, imaginandoselo alquanto sollevato dal dolore che gli dava la peste nella coscia, il che dimostra guardando con la testa alta il cielo in atto di ringraziarne Dio, come i buoni fanno eziandio dell'avversità che loro adivengono. La quale opera fece per un Fabrizio da Milano, il quale ritrasse dal mezzo in su in quel quadro a man giunte, che par vivo; come pare anche naturale un cane che vi è, e certi paesi che sono bellissimi, essendo in ciò particolarmente Francesco eccellente".
Su uno sfondo scuro, rischiarato da una luce divina che appare tra le nuvole in alto a sinistra, un giovane san Rocco, che mostra enfaticamente la pustola sulla gamba, fa un gesto per ringraziare la guarigione e presentare a Dio il committente inginocchiato in basso a destra, un ricco uomo anziano vestito con un mantello foderato di pelliccia. Vicino ad essi, sotto la gamba di Rocco, spunta un cane. Il santo ha gigantismo popolaresco che ricorda le figure del Pordenone, con il gesto enfatico e sospeso che ricorda le opere del soggiorno romano, come la Visione di san Girolamo. Il volto del santo, ispirato e patetico, è rischirato dalla forte emanazione luminosa, che gli accende le pupille con riflessi ottenuti con due sicure pennellate di bianco.
La carica sentimentale - gli occhi al cielo del Santo, lo sguardo compuntamente insistito del donatore, persino la partecipazione emotiva del cane - resta come bloccata e irrisolta nell'enfasi ricercata della gestualità di san Rocco. Era ancora poco frequente trovare, nella tradizione italiana precedente la Controriforma, la rappresentazione di un unico santo che esprimesse la mediazione della esigenze devote di un offerente con il cielo.